# 于学忠公馆旧址
于学忠公馆旧址是原东北军高级将领于学忠在沈阳的官邸，位于辽宁省沈阳市和平区北五经街17号，该建筑始建于1928年，是一座仿欧式风格的二层小楼。2004年，该旧址被沈阳市文物局公布为沈阳市不可移动文物。目前，该建筑为辽宁申扬律师事务所使用。

## 历史沿革
于学忠公馆始建于1928年。于学忠（1890年－1964年），字孝侯，山东蓬莱人，是中华民国时期东北军的著名将领。1928年，于学忠投奔张作霖麾下，任东北保安司令长官公署军事参议官等职，该公馆正是在其于沈阳任职期间所建。然而，于学忠在沈阳居住的时间很短。1929年东北易帜后不久，他便奉命率部离沈进驻北平，此后未再返回沈阳。因此有观点认为，此处于学忠公馆并非其真正意义上的长期居所，而更可能是一处短期持有的个人房产。
于学忠在离开沈阳后，积极投身于抗日战争，曾参与并指挥了台儿庄战役及武汉保卫战等重要战役，并于1936年“西安事变”中支持张学良“兵谏”的抗日主张。中华人民共和国成立后，于学忠选择留在大陆，隐居乡间。2004年，于学忠公馆旧址因其历史价值被沈阳市文物局确定为市级不可移动文物。现时，该建筑作为辽宁申扬律师事务所的办公场所，得到了维护和利用。

## 建筑特色
于学忠公馆旧址是一座坐东朝西的仿欧式建筑，主体为砖混结构，包含地下一层与地上二层，总占地面积为663平方米。建筑外观呈现淡黄色，入口处设有几级台阶，门前有两根罗马柱支撑的雨搭，整体风格复古庄重。
建筑内部经过现代化改造，但仍保留了部分历史格局。例如，楼内房间分布不对称，没有任何一间房为正南正北朝向。二楼的一个套间，由一间小型办公室引导至一间带有宽敞阳台的主卧，其格局被认为类似于民国时期高级军官与其秘书的办公配置。与于学忠作为东北军高级将领的身份相比，该公馆的整体面积与规格被认为较为简朴。公馆庭院内种有一棵梓树，与建筑相伴生长，成为此处的一道景观。